# Musikbogen
Der Musikbogen (englisch musical bow) ist ein einfaches Saiteninstrument, bei dem eine oder mehrere Saiten zwischen den Enden eines biegsamen und gebogenen Saitenträgers gespannt sind. Die Saitenspannung wird durch die Biegekraft des meist dünnen und langen Trägerstabes erzeugt. Verlaufen dagegen eine oder mehrere vorgespannte Saiten parallel zu einem starren Träger, so wird das Musikinstrument Musikstab (englisch stick zither, französisch cithare sur bâton) genannt. Die beiden in Einzelfällen schwer abgrenzbaren Formen bilden zusammen die Gruppe der Stabzithern. Der meist aus einem natürlichen Hohlkörper wie einer Kalebasse bestehende Resonanzkörper muss zur Schwingungsübertragung und Schallverstärkung mit dem Stab in Kontakt gebracht werden. Die Sonderform eines Musikbogens ohne Resonanzkörper, bei dem zur Schallverstärkung und Klangmodulation der Mundraum des Spielers dient, wird Mundbogen genannt.
Für das sich häufig nicht von einem Jagdbogen unterscheidende Instrument existieren eine enorme Vielfalt an unterschiedlichen Spieltechniken. Die Saite kann mit den Fingern gezupft, mit einem Stäbchen geschlagen oder entlanggestrichen, mit dem Mund angeblasen oder mit einem zweiten Saitenbogen gestrichen werden.
Musikbögen sind oder waren in weiten Gebieten von Afrika, Asien ohne Nordasien, Europa und auf den beiden amerikanischen Kontinenten verbreitet. In Australien und Mikronesien sind sie unbekannt. Heute liegt ihr Schwerpunkt in Afrika südlich der Sahara, besonders im kulturellen Einflussbereich der Khoisan im südlichen Afrika.

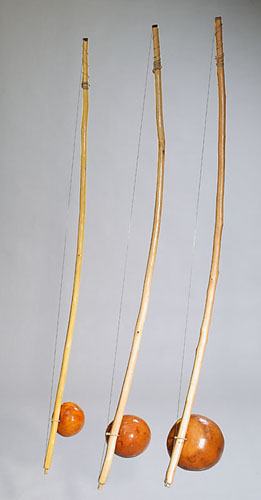
Berimbau mit kaum erkennbaren Stimmschlingen an den Resonatoren

## Ursprung und Entwicklung

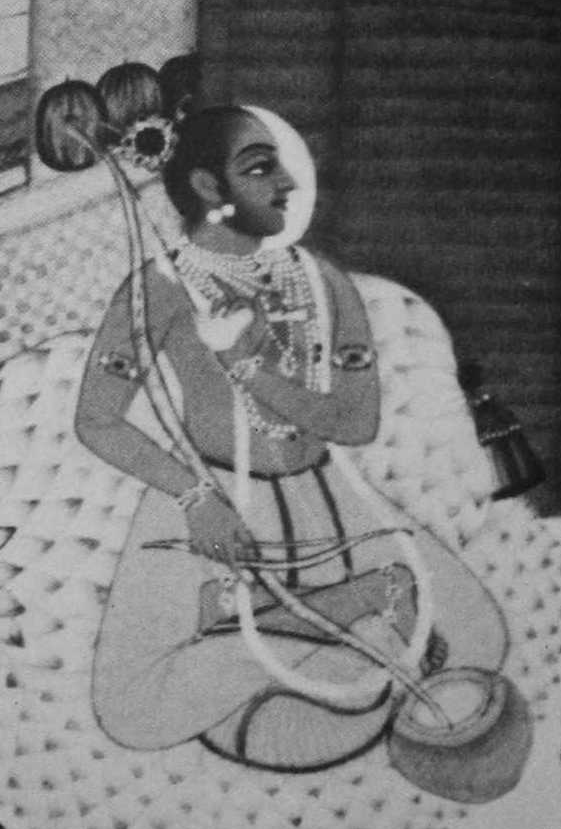
Ein göttlicher Musiker mit einer pinaki vina. Indische Miniaturmalerei im Bundi-Stil, um 1725. Im 18. Jahrhundert besaß der indische gestrichene Musikbogen pinaki vina zwei Kalebassen zur Resonanzverstärkung, hier jedoch wird ein alter Jagdbogen mit seiner Spitze zu diesem Zweck in einen Resonanztopf gestellt.

Eine ungefähr 15.000 Jahre alte Höhlenzeichnung in der Drei-Brüder-Höhle in Frankreich zeigt möglicherweise einen Mundbogen spielenden Tänzer. Zu sehen ist der Umriss eines bekleideten Mannes mit einem kleinen Bogen in der Nähe seines Mundes. Da die Umzeichnung zu einer Szene von vielen sich teilweise überlagernden Figuren gehört, könnte der Bogen mit der einen Figur nichts zu tun haben. Andere prähistorische Felszeichnungen bieten Interpretationsspielraum bei der Frage, ob es sich bei den dargestellten Bögen um Jagdwaffen oder Musikinstrumente handelte. Ebenso könnte die kreisrunde Scheibe in der Hand eines eisenzeitlichen Reiters in Skandinavien, der mit einem Stock in der anderen Hand abgebildet ist, ein Kampfschild oder ein Becken gewesen sein.
Homer erwähnte im 9. Jahrhundert v. Chr. in seinen Epen Ilias und Odyssee den Ohren schmeichelnden Klang der Bogensehne. Nach der römischen Mythologie soll die Jagdgöttin Diana mit dem Bogen ihren Bruder Apollon, den Gott der Künste und insbesondere der Musik, zum Bau der Leier Kithara angeregt haben.

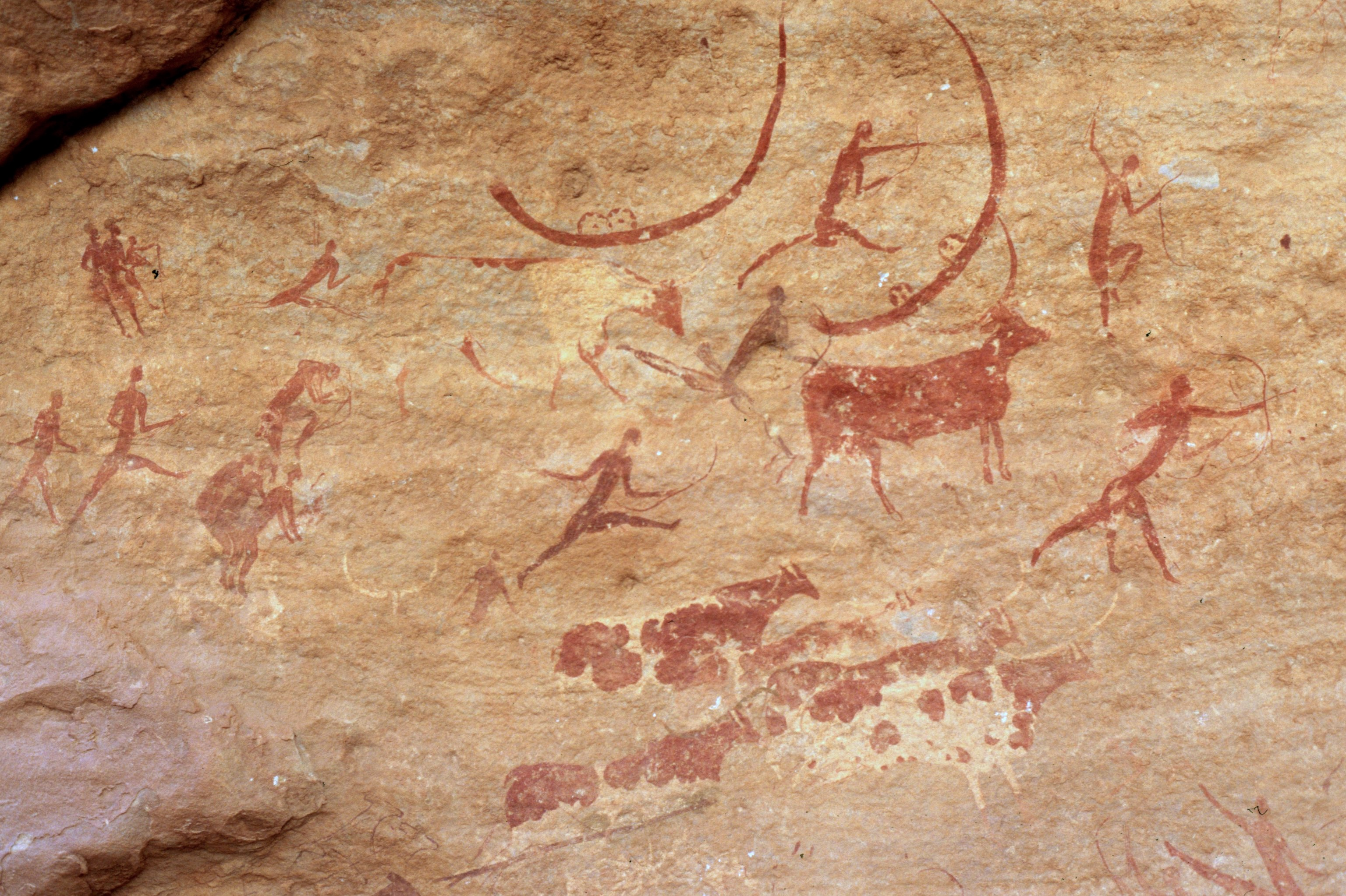
Prähistorische Jagdszene. Felszeichnung in der südalgerischen Gebirgskette Tassili n'Ajjer

Der Musikbogen ist das am einfachsten zu konstruierende Saiteninstrument. Die Erfindung des Jagdbogens bildete die wirtschaftliche Grundlage für die Ausbreitung der Jäger-und-Sammler-Kulturen. Ende des 19. bis Anfang des 20. Jahrhunderts gab es Fachdiskussionen, ob bei der Evolution der Menschen zuerst der Bogen als Jagd- oder als Musikinstrument entwickelt worden sei. Da beide Nutzungsmöglichkeiten sich auf dasselbe Instrument beziehen, wird diese Frage heute nicht mehr gestellt. Manche Bögen werden nacheinander zur Jagd und zum Musizieren verwendet. Das Kürzen der Saite beim Musikbogenspiel führte zwangsläufig zur Entdeckung tonaler Ordnungen und dem gezielten Hervorbringen einzelner Töne aus der natürlichen Partialtonreihe. Ein weiterer Entwicklungssprung war die Erfindung des angelegten Resonators. In den Zusammenhang mit der Jagd und an den entwicklungsgeschichtlichen Beginn der Saiteninstrumente wird auch ein anderer einfacher Instrumententyp gestellt: Der Erdbogen, dessen Resonanzkörper ein Erdloch bildet, entspricht strukturell einer Tierfalle.
Wegen der sich durch Materialermüdung und Klimaeinflüsse verändernden Elastizität des Bogenstabs ist die Tonhöhe Schwankungen unterworfen. Eine Weiterentwicklung des Musikbogens bedeuten die mit Vorspannung parallel zu einem geraden Stab befestigten Saiten. Bei diesen Stabzithern oder Musikstäben lassen sich die Saiten wesentlich straffer spannen. Damit aber die Saiten frei schwingen können, müssen ein oder zwei Abstandshalter als Stege unterlegt werden. Der gerade Saitenträger wirkt wie der gebogene Stab des Musikbogens prinzipiell nicht schallverstärkend. Mit diesem Unterscheidungsmerkmal wird die Abgrenzung vom nur Halt gebenden Stab zum resonanzverstärkenden ausgehöhlten Träger einer Röhrenzither in der Praxis oft schwierig. Die einfachsten Röhrenzithern sind idioglotte Instrumente, bei denen die Saiten aus der Röhre selbst herausgeschnitten wurden, also aus demselben Material bestehen (die Bambuszithern valiha aus Madagaskar und sasando aus Indonesien). Röhrenzithern mit aufgespannten (heteroglotten) Saiten entsprechen im Prinzip heutigen Kastenzithern.
Einen Musikbogen auf andere Art weiterzuentwickeln war, den elastischen Bogenstab kürzer und dicker zu gestalten, damit er sich nicht mehr verformen konnte, stärker zu krümmen und den Stab an einem Ende direkt mit einem Resonanzkörper zu verbinden. Nunmehr war es möglich, mehrere Saiten anzubringen und unabhängig voneinander zu spannen. Die ältesten bekannten Saiteninstrumente in Mesopotamien sind solcherart konstruierte dreisaitige Harfen, die zusammen mit Leiern auf Tontafeln aus dem Ende des 4. Jahrtausends v. Chr. zu sehen sind. Die ersten Bogenharfen im Alten Ägypten tauchten um die Mitte des 3. Jahrtausends auf Wandbildern und als Grabbeigaben auf.
Laut der auf Sanskrit verfassten vedischen Literatur waren die ersten Saiteninstrumente in Indien Musikbögen (Mundbögen), die unter anderem pinaki vina oder picchora vina genannt wurden. In der mittelalterlichen Sanskrit-Literatur ist Pinaki ein Beiname des obersten Gottes Shiva, wenn er als Bogenschütze mit seinem mächtigen Bogen pinaki auftritt. Vina war der allgemeine Begriff für Saiteninstrumente und bezeichnet heute verschiedene Arten von nord- und südindischen Langhalslauten und Röhrenzithern. Der Entwicklungsgang vom Musikbogen bis dorthin entspricht den genannten zwei grundsätzlichen Richtungen. Die gerade Zither aus einem Holzstab nahm die Rudra vina genannte Form einer Bambusröhrenzither an, wie sie erstmals im 7. Jahrhundert auf indischen Tempelreliefs auftaucht. Um diese Zeit verschwanden bereits die indischen Bogenharfen, die seit dem 2. Jahrhundert an Tempeln abgebildet waren. Die altindische Bogenharfe überlebt allein in der burmesischen saung gauk und in der sehr seltenen bin-baja in Zentralindien. Die praktisch einzige vergleichbare Bogenharfe in Afrika ist die ugandische ennanga. Neben dieser generellen Entwicklung ist die pinaki vina in der mittelalterlichen Literatur ein Musikbogen, dessen Saite mit einem Pferdehaarbogen gestrichen wird. Auf Abbildungen aus dem 18. Jahrhundert erscheint in Nordindien die pinak als gestrichener Musikbogen mit zwei Kalebassenresonatoren wie bei der Röhrenzither Rudra vina.

## Bauformen und Spielweisen

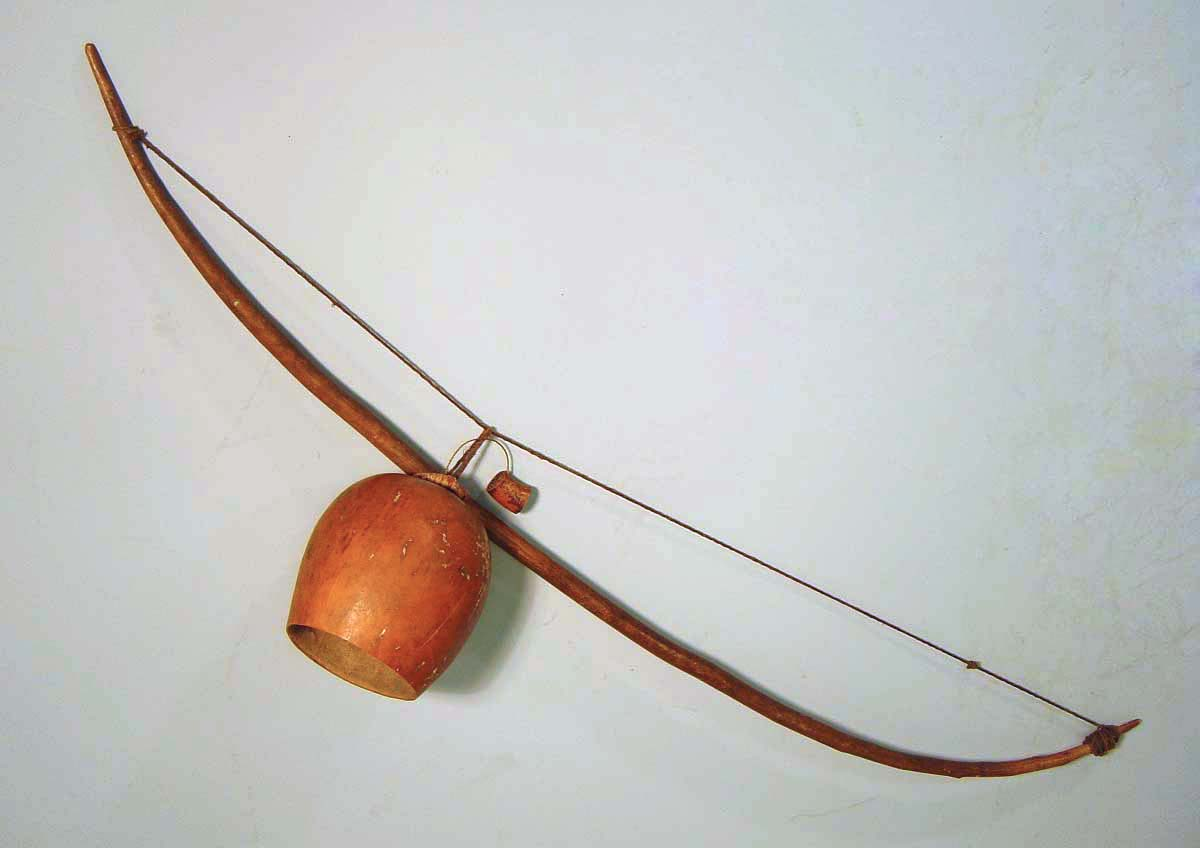
Musikbogen mit Stimmschlinge und Kalebassenresonator

Musikbögen lassen sich nach den außerkulturellen (etischen) Kriterien der Hornbostel-Sachs-Systematik in solche mit Resonator und Mundbögen ohne Resonator einteilen. Bei letzteren dient der an den Bogenstab oder an die Saite gehaltene Mundraum zur Schallverstärkung und Klangmodulation. Der meist aus einer Kalebasse, der Steinschale einer Kokosnuss oder einer anderen harten Fruchtschale bestehende Resonator kann mit dem Bogenstab an einer beliebigen Stelle fest verbunden sein. Unverbundene Schallverstärker werden vom Spieler zwischen den Fingern auf Kontakt mit dem Stab gehalten oder häufig zwischen Stab und Oberkörper gepresst.
Eine für alle drei Bauformen weitere Unterteilung stellt fest, ob eine Stimmschlinge vorhanden ist oder nicht. Die Stimmschlinge ist ein kurzes Stück Schnur, das bei vielen Musikbögen die Saite etwas außerhalb ihrer Mitte oder seltener in der Nähe des Randes umfasst und in Richtung des Bogenstabes heranzieht. Sie wird meist so positioniert, dass sich durch die Saitenteilung zwei Fundamentaltöne im Abstand zwischen einer Sekunde und einer Quarte, seltener bis zu einer Oktave ergeben.
Zwischen den Bogenenden können auch mehrere Saiten parallel oder in einem anderen Winkel zueinander gespannt sein. In Ostafrika gibt es mehrsaitige, stark gekrümmte Musikbögen, deren Saitenschnur Z-förmig zwischen beiden Seiten verläuft. Solche Instrumente werden manchmal fälschlich als „Harfe“ oder „Zither“ bezeichnet. Der Resonator ist hier üblicherweise in der Mitte des Bogenstabes befestigt.
Eine besondere Form eines mehrsaitigen Musikbogens ist der Pluriarc, der wie eine halbgeöffnete Hand aussieht. Bei diesem auch als Bogenlaute klassifizierbaren Instrument, das südlich der Sahara vorkommt, gehen von einem Resonanzkörper mehrere gebogene Stäbe aus, an denen jeweils eine Saite befestigt ist. Sehr seltene Vertreter dieses Instrumententyps in Suriname (agwado) und Brasilien gehen auf afrikanischen Einfluss zurück.
Wird eine Saite angeregt, so schwingt sie in ganzer Länge auf dem Grundton und nach der an einem Monochord zu demonstrierenden physikalischen Gesetzmäßigkeit in halber Länge eine Oktave, auf ein Drittel verkürzt eine weitere Quinte über dem Grundton, auf ein Viertel verkürzt in der zweiten Oktave, auf ein Fünftel verkürzt eine große Terz und auf ein Sechstel verkürzt eine Oktave über der Quinte. Von diesen Obertönen ist die erste Oktave am besten zu hören, bei vielen Musikbögen ist hingegen der Grundton nur schlecht hörbar zu machen. Der Musiker kann die einzelnen Obertöne durch unterschiedliche Spieltechniken herausfiltern und verstärken. Einzelne Obertöne lassen sich beim Mundbogen durch entsprechende Formung des Mundraums hervorrufen, bei Kalebassenbögen geschieht dies durch die Position der Kalebasse, deren Öffnung in unterschiedliche Nähe an den Oberkörper gehalten wird. Bei einem angenommenen Grundton F ergibt sich mit den Intervallen große Terz und Quinte die Tonfolge F–A–C. Benötigt der Spieler eine andere Tonfolge, kann er die Saite am Ende um einen Halbton oder einen Ganzton verkürzen. Verkürzt er um einen Ganzton, erhält er in diesem Fall den Grundton G und die Tonfolge G–B–D. Indem er abwechselnd die Saite verkürzt und den Finger wieder abhebt, also die Tonalität ändert, kann er die Töne F–G–A–B–C–D hervorbringen.
Die Spieltechniken sind beim Musikbogen derart zahlreich und vielfältig, dass sich nur die verbreitetsten Varianten aufzählen lassen. Der Mundbogenspieler umfasst mit seinen Lippen, aber nicht mit den Zähnen, an einer beliebigen Stelle den Bogenstab, die Saite oder führt das Ende des Stabes in den Mund. Die Saite wird durch gleichmäßige rhythmische Schläge mit einem Stäbchen oder durch Fingerzupfen angeregt. Schrapbögen besitzen eine geriffelte Oberfläche, über die mit einem Stab gestrichen wird. Manche Musikbögen werden mit einem zweiten Bogen gestrichen, außerdem kann die Saite mit einem Stab aus Holz oder Pflanzenstängeln gerieben werden. Mit Tierhaaren bespannte Streichbögen dürften im südlichen Afrika auf europäische Einflüsse zurückgehen. Dort werden sie bei den vermutlich von Mundbögen abgeleiteten einsaitigen Trogzithern serankure und isankuni verwendet.

## Afrika

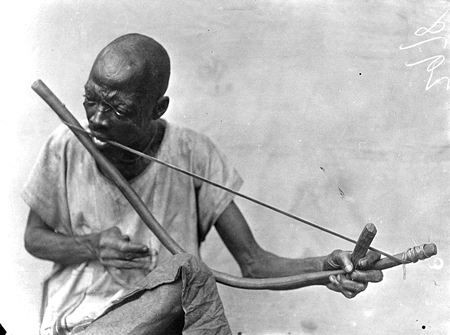
Mundbogenspieler im Bundesstaat Cross River in Nigeria um 1910

Der holländische Entdeckungsreisende Jan Huygen van Linschoten (1563–1611) publizierte 1596 einen Reisebericht, der eine der ersten Bildquellen zur afrikanischen Musik enthält. Der Kupferstich zeigt eine wohl als typisch gedachte Landschaft mit bergigem Hintergrund, die laut Bildunterschrift im Bereich der mosambikanischen Küste verortet werden kann. Einer der dargestellten Männer spielt einen Mundbogen. Den Details lässt sich entnehmen, dass die Saite etwa in der Mitte durch eine Schlinge in zwei Teile geteilt war und der Spieler den Bogenstab und nicht die Saite an den Mund führte. Zur Interpretation des Bildes gehört, dass der Mundbogen mit einem Stäbchen angeschlagen wurde und vermutlich der Vorläufer des heutigen, in der Sprache der Chopi im Süden Mosambiks chipendani genannten Mundbogens war. Der chipendani-Mundbogentyp besitzt einen breit ausgeschnitzten und reichlich mit geometrischen Mustern verzierten Bogen und kommt außer im Süden mit variierenden Namen auch im Landesinnern nach Norden bis in die Tete-Provinz vor.
Jagdbögen, die zugleich als Musikbögen (longombe) verwendet wurden, gab es bei den Nkundo im Westen des Kongo. Sie schossen damit auf Vögel, Affen und andere Kleinsäugetiere. Die Sandawe in Zentral-Tansania benutzten neben einer der inanga ähnlichen Trogzither den Jagdbogen rumbarumba ebenfalls zur Gesangsbegleitung. Besonders alte Jagdbögen, die nicht mehr flexibel genug oder sonst wie für die Jagd unbrauchbar waren, dienten zum Musizieren. Auf der anderen Seite der bautechnischen Bandbreite steht der von den Konjo in Uganda nur zum Musizieren hergestellte Bogen enzenze (auch enzenzya) mit festem Kalebassenresonator, dessen flach gekrümmter Stab den Übergang zur Stabzither markiert. Das Instrument besitzt wie ein ähnliches aus dem Kongo am festen Bogenstab herausgearbeitete Erhöhungen, die als Bünde zu greifen sind, wobei mehrere Tonhöhen hervorgebracht werden. In Ruanda und Burundi verfügt der umuduri über einen mit der Stimmschlinge in Bogenmitte befestigten großen Kalebassenresonator, dessen Öffnung beim Spiel im Stehen gegen die Brust gepresst wird.

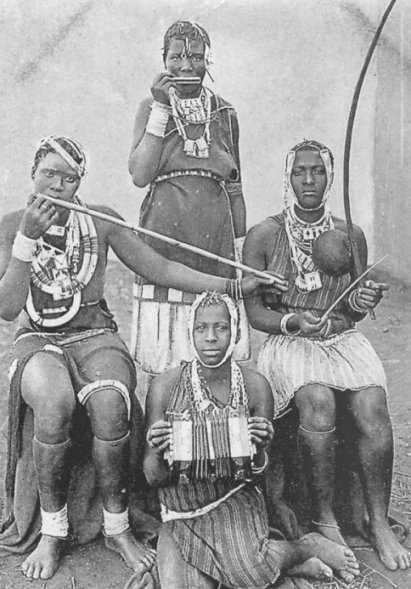
Zulu-Musiker um 1900. Links gerader Mundbogen umqangala, dessen Saite mit einem Finger der rechten Hand am Mund gezupft und mit dem Daumen der linken Hand verkürzt wird. Rechts ein Kalebassen-Musikbogen ohne Stimmschlinge.

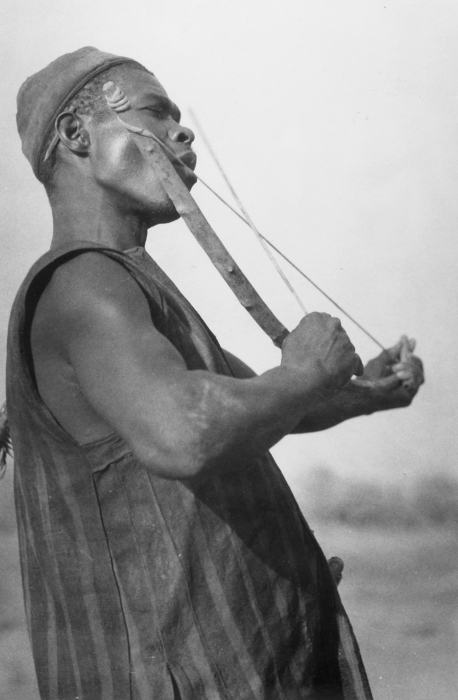
Samo in Burkina Faso mit einem gekrümmten Mundbogen, 1970/71

Die Bogenkrümmung reicht von beinahe U-förmig, wie beim großen Musikbogen der G'bakka in der Zentralafrikanischen Republik, bis zu dem fast geraden Mundbogen mtyangala aus einem Bambusrohr, der von den Tumbuka im Norden von Malawi nur von Frauen gespielt wird. Derselbe Mundbogentyp heißt in Malawi auch nkangala. Er wurde im 19. Jahrhundert aus Südafrika eingeführt, wo er bei den Zulu und Xhosa unter dem Namen umqangala bekannt ist. Bei den südafrikanischen Pedi gehört der entsprechende lekope zu den Musikinstrumenten der Frauen.
Als Material für die Saiten dienen beim sagaya-Mundbogen in Südwestangola gedrehte Tierhautstreifen, in Südafrika beim ugubhu-Kalebassenbogen, der von den Zulu gespielt wird, gedrehte Kuhschwanzhaare, und beim Kha:s-Mundbogen der Griqua (Korana) die Rückensehnen von Ochsen. Andere Saiten bestehen aus pflanzlichen Materialien. Zum Stimmen ist immer ein Saitenende fest angebunden, das andere abnehmbar um den Bogenstab gewickelt.
Beim Xhosa-Mundbogen umrhubhe wird mit einem angerauhten Stab über die Saite gestrichen, während die Saite an den Mund gehalten wird. Der umrhubhe ist erwähnenswert, weil bei ihm der erste Oberton gegenüber dem kaum hörbaren Grundton dominiert und die Xhosa-Musikerinnen zusätzlich zu den von der Saite verstärkten Obertönen teilweise als zweite Melodie einen Flüsterton erzeugen. Frauenchöre gleichen ihren mehrstimmigen Gesang den Obertönen dieses Instruments an.
Eine indirekte Tonerzeugung charakterisiert den in Südafrika von den Khoisan gespielten Mundbogen gora, dessen Saite über einen Federkiel angeregt wird. Die erste eingehende Beschreibung des Instruments stammt von Peter Kolb (1675–1726), einem Naturforscher, der sich von 1705 bis 1713 in Südafrika aufhielt. Durch abwechselndes Anblasen der Kante und starkes Einatmen wird die Feder entsprechend einer Lamelle in Schwingungen versetzt, die durch Berührungskontakt auf die Saite und zugleich zurück in den Mundraum übertragen werden. Der gora entstand unter den Khoisan als Unterhaltungsinstrument der Rinderhirten und wurde von den Batswana, einer Rinder züchtenden Bantu-Ethnie, unter dem Namen lesiba („Feder“) übernommen. In den 1930er Jahren fand Percival R. Kirby den gora in weiten Teilen Südafrikas unter Viehzüchtern verbreitet. Er ist noch heute besonders in Lesotho beliebt. Nach demselben Prinzip funktionieren ostasiatische Drachenbögen.
In den 1950er Jahren stand der mit einem Stab geschlagene Kalebassen-Musikbogen kalumbu in Simbabwe noch für eine eigene Liedgattung – neben den kalimba-Liedern des gleichnamigen Lamellophons; er wird heute wie viele andere Musikbögen von der Gitarre ersetzt.
Lobi-Musiker im westafrikanischen Burkina Faso können mit dem Mundbogen kankarama die verschiedenen Tonhöhen der Sprache imitieren und einfache Botschaften übermitteln. Bis Anfang der 1960er Jahre spielten die Lobi ihren mit einer Pflanzenfaser bespannten Mundbogen nur von August bis Ende Oktober, weil in dieser Zeit der Hirsehalm auf den Feldern verfügbar war, der zum Anschlagen der Saite benötigt wird. Heute spielen meist jugendliche Musiker den kankarama von einer rhythmisch geschlagenen Flasche begleitet ganzjährig zur Unterhaltung.
Der Musikbogen umakhweyane mit einer etwa mittig angebrachten Kalebasse ist 1,5 bis 2 Meter lang, besitzt eine Drahtsaite, die mit einem dünnen Stab geschlagen wird, und eine Stimmschlinge. Percival Kirby (1934) fand ihn in Südafrika bei den Swazi und Zulu verbreitet. Er entspricht dem dende der Venda und dem sekgapa der Pedi. Die Zulu ändern bei ihrem Kalebassen-Musikbogen ugubhu die Tonalität, indem sie die Saite für einen um einen Halbton höheren zweiten Grundton verkürzen, während die Xhosa stets einen um einen Ganzton höheren zweiten Grundton greifen.

### Khoisan

Die Xhosa-Musikerin Madosini spielt den umrhubhe-Mundbogen

Weltweit die größte Vielfalt an Musikbögen haben die Khoisan im südwestlichen Afrika entwickelt. Die Frauen der Nama in Namibia spielen den einsaitigen Musikbogen khas, den sie gegen die rechte Schulter drücken, während sie mit ihrem Kinn die Saite berühren, um einen zweiten Grundton zu erzeugen. Das Nama-Wort khas ist eine weibliche Form und bedeutet sowohl Musik- als auch Jagdbogen. Im Nordwesten Namibias ist der mit zwei Drahtsaiten ausgestattete Musikbogen ǃgomakhas bekannt. Die höher gestimmte Saite gilt als weiblich und produziert Resonanzschwingungen für die angezupfte tiefere (männliche) Saite.
In Angola ist teilweise ein musikalischer Einfluss der nomadischen ǃKung-Tradition auf die benachbarten bantusprachigen Bevölkerungsgruppen feststellbar. Im Südosten des Landes zählte Gerhard Kubik 1965 vier Formen von Musikbögen, deren Herkunft einem Stamm der ǃKung zugeschrieben wurde, während nur der kawayawaya genannte Schrapbogen eine Bantu-Tradition besaß. Ansonsten besaßen die dortigen Bantu keine Saiteninstrumente, während in Südwestangola ein auch als Mundbogen verwendeter Jagdbogen, ein Kalebassenbogen mit befestigtem Resonator (embulumbumba) und der Pluriarc cihumba gespielt wurde. Letzterer wurde so gehalten, dass die Bogenenden weg vom Körper wiesen.
Die Juǀʼhoansi-Sprachgruppe der ǃKung im Nordosten Namibias verwendet zur Liedbegleitung alle bekannten Bauformen von Musikbögen: den Mundbogen nǃaoh tzísì (es gibt auch eine gleichlautende einsaitige Stabzither), den Resonatorbogen gǃomah tzísì, den Schrapbogen aìhn tzísì, die viersaitige Bogenlaute oq’àcè tzísì und die fünfsaitige Bogenlaute gáukace tzísì. Die mit diesen Instrumenten gespielten Lieder künden von einer erfolgreichen Jagd, der Geburt eines Kindes, wirken bei Initiationszeremonien oder dienen nur zur Unterhaltung.

#### Mundbogen
Der am meisten gespielte Jagdbogen besitzt eine Schnurschlinge, welche die Saite in der Mitte so teilt, dass zwei tiefe Fundamentaltöne entstehen, deren Differenz ungefähr einen Ganzton beträgt. In der südwestangolanischen Provinz Huíla heißt das Instrument bei ǃKung und Bantusprechern onkhonji (auch ohonji, sagaya, sagaia). In der Region Kwandu-Kuvangu nennen die ǃKung den Mundbogen nǀka. Der Bogen ist etwas über einen Meter lang, er wird mit der linken Hand mittig gefasst und schräg nach links unten vom Körper weg gehalten. Der Spieler steckt das obere Ende weit in seinen Mund, sodass die rechte Wange nach außen gedrückt wird. Durch Veränderung des Mundraums kann er mehrere Obertöne verstärken. Der kürzere Saitenabschnitt liegt näher am Mund.
Die abwechselnde Verwendung als Jagd- und Musikbogen hat sich bei den ǃKung und einigen ihrer Nachbarn im Gebiet der Kalahari bis heute erhalten. Eine andere Technik der ǃKung, den Mundbogen zu spielen ist, den Rücken des Bogens etwa in seiner Mitte an den Mund zu nehmen. Die Oberlippe liegt fest am Bogenstab, mit der Unterlippe führt der Musiker Bewegungen aus, als ob er sprechen würde. Hierbei erzeugt er zusätzliche Geräuschlaute. Die Saite besteht aus einem gedrehten Tierhautstreifen, der an den Stabenden festgewickelt wird. Die Stimmschlinge ist nahe der Bogenmitte angebracht. Über die beiden, um einen Ganzton verschiedenen Fundamentaltöne kann der Spieler durch entsprechende Formung des Mundraums maximal den sechsten Oberton des unteren und den fünften Oberton des höheren Fundamentaltons selektiv verstärken. In der Praxis verstärkt er durch Mundstellungen, mit denen sich die Vokale a, e und o bilden lassen, Obertöne bis zum vierten Teilton. Zum Schlagen verwendet der Spieler einen dünnen Lederstab.

#### Resonatorbogen

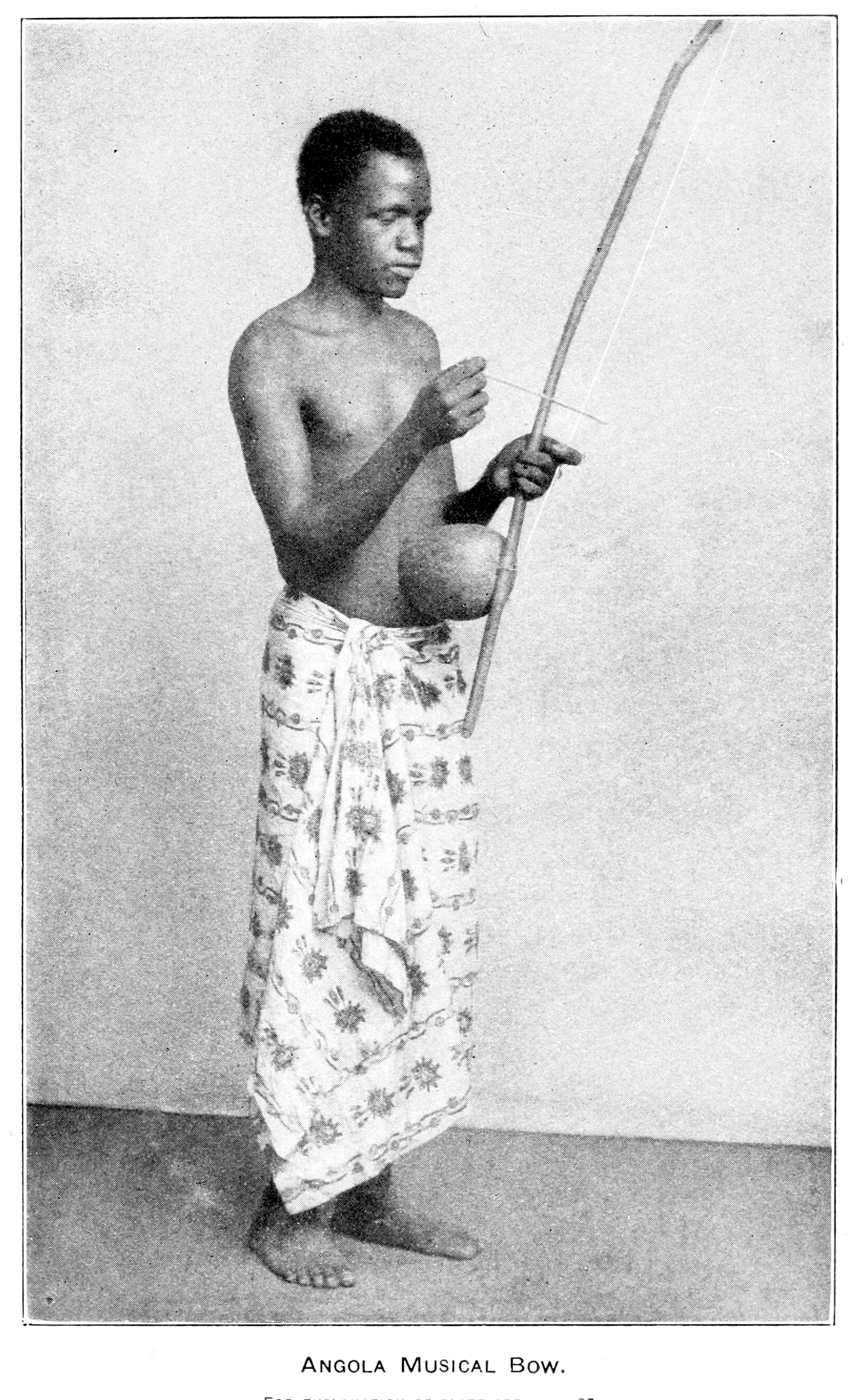
Kalebassen-Musikbogen mbulumbumba in Angola, 1922

Bei Musikbögen mit Resonator wird die Schale der zu den Brechnüssen gehörenden Gattung Strychnos spinosa (lokaler Name likolo, Pl. makolo) an die Außenseite des Bogens angelegt. Der Spieler hält den Bogen diagonal vor seinem Körper und drückt die Öffnung des mittig angebrachten Resonators gegen seine Brust. Der von den ǃKung nǁkau genannte Musikbogen mit lose angelegter Fruchtschale derselben Pflanze wird wie der nǀka mit einem Lederstab geschlagen. Auch dieses Instrument ist durch Funktionsänderung aus einem Jagdbogen entstanden. Dennoch sieht Kubik beim nǁkau mit angelegtem Resonator und beim hungu, dessen Resonator mit der Schlinge befestigt ist, eine unabhängige Entwicklung. Der von den Ambundu in Luanda hungu genannte Kalebassenbogen ähnelt dem mbulumbumba der Himba im Südwesten von Angola und dem cimbulumbumba an der Ostgrenze des Landes. Diese Musikbögen sind eine Entwicklung der Bantu. Der Kalebassenbogen hungu gelangte möglicherweise aus der Provinz Huíla während der portugiesischen Kolonialzeit im 18. Jahrhundert mit verschleppten Sklaven nach Luanda. Bei beiden Arten von Musikbögen hält der Spieler den Resonator mit der offenen Seite gegen seine Brust oder seinen Bauch. Je nach Abstand der Kalebasse ändert sich die Klangfarbe; rhythmisches Annähern und Entfernen erzeugt feine schwankende Obertonveränderungen. Ähnliche Klangeffekte durch Verändern des Abstands zwischen Resonatoröffnung und Untergrund werden auch bei der kamerunischen Kerbstegzither mvet, bei einigen Lamellophonen und außerhalb Afrikas bei der jemenitischen Stieltrommel ṣaḥfa erzielt. Dieselbe Art der Klangmodulation wurde ferner bei einem Ende des 1. Jahrtausends n. Chr. verschwundenen Typ der indischen Stabzither vina praktiziert. Heutige Nachkommen dieser vina sind die einsaitige indische tuila, die einsaitige kambodschanische kse diev und die mehrsaitige nordthailändische Stabzither phin phia. Die Bewegungen erfolgen nach einem genauen zeitlichen Muster und ergeben einen zum melodischen Rhythmus hinzutretenden und mit ihm kontrastierenden, fein strukturierenden Ablauf, der durch seine Tonhöhen- und Klangfarbenschwankungen ein insgesamt sehr komplexes musikalisches Ergebnis bewirkt.
Eine nach außerkulturellen Kriterien vorgenommene Einteilung der Musikinstrumente unterscheidet nicht, ob der Resonator an den Bogenstab angelegt oder mittels einer Schnur fest mit diesem verbunden wird. Der Unterschied ist nicht allein bautechnischer Natur, denn die kulturgeschichtliche Entwicklung beider Instrumententypen ist eine andere. Der beim nǁkau angelegte Resonator besteht aus der wildwachsenden Strychnos spinosa-Fruchtschale, die von den ǃKung entsprechend ihrer traditionellen Jäger-und-Sammler-Wirtschaftsform gesammelt wird. Dagegen befestigen die Bantu-sprechenden Volksgruppen eine Kalebasse, die aus einem landwirtschaftlich angebauten, luftgetrockneten Kürbis hergestellt wird. Wo der Musiker gelegentlich anstelle der Fruchtschale eine Konservendose an den Bogen hält, zeigt sich der Kontakt mit der städtischen Zivilisation.

#### Gruppenspielbogen
Die dritte Spielweise wird als „Gruppenspielbogen“ bezeichnet. Dabei fällt die Stimmschlinge weg, der Bogen wird von einem der drei bantusprachigen Spieler waagrecht mit der Saite nach oben auf einen großen, am Boden liegenden Resonator gesetzt. Der zweite Spieler schlägt mit zwei Stäbchen einen Rhythmus, während ein anderer in regelmäßigen Abständen mit einem Kalebassenstück oder etwas Ähnlichem leicht die Saite berührt, wodurch ein schnarrendes Geräusch entsteht. Der dritte Spieler verkürzt an einer äußeren Stelle mit irgendeinem Gegenstand die Saite und erzeugt so einen um eine Quarte höheren Ton. Wegen seiner Positionierung kann dieser Jagdbogen auch als „einsaitige Erdzither“ bezeichnet werden.

#### Schrapbogen
Der Bantu-Schrapbogen kawayawaya mit seinem mittels der Stimmschlinge befestigten Resonator ist eine vom ǃKung-Musikbogen mit angelegtem Resonator unabhängige Entwicklung. Dessen Saite bestand aus einem breiten Band aus Palmblättern (Hyphaene coriacea, eine Gattung der Doumpalmen, lokaler Name mukulwane). Außer im südlichen Angola war der Schrapbogen, bei dem der Bogenstab gerieben wird, auch bei den Valucazi am Oberlauf des Sambesi im Nordwesten von Sambia und in Mosambik bekannt. Diesen Bogen haben ausnahmsweise in den genannten Regionen die ǃKung von den Bantu übernommen, die darauf sogar gelegentlich ihnen fremde Spielweisen praktizieren. Nahe der ostangolanischen Stadt Luau besaß der Schrapbogen kalyalya außer den Kerben an der Oberfläche einen längs verlaufenden Einschnitt in der Mitte, was ihm nach dem Prinzip der Schlitztrommel eine größere Resonanz verschaffte.
Der ǃKung-Schrapbogen nǃkali wurde aus einem elastischen feuchten Zweig an beiden Enden dünn ausgeschnitzt, sodass er in der Mitte flach und an den Enden stark gekrümmt war. Die Saite aus Palmfaser war an einem Ende fest umwickelt, am anderen lösbar befestigt, um den Grundton jederzeit nachstimmen zu können. Bei diesem ungeteilten Mundbogen führte der Spieler die Saite an den Mund, während er den Bogen mit der linken Hand an seine linke Schulter drückte und mit dem Daumen die Saite leicht an der Seite berührte, um einen höheren Fundamentalton zu erzeugen. Mit einem Stab in der rechten Hand rieb er zugleich an der geriffelten Stelle des Bogens entlang.
Es besteht eine bautechnische Verwandtschaft zwischen den angolanischen Schrapbögen und den Mundbögen der beiden Kongo-Republiken, deren Saiten ebenfalls aus Faserbändern bestehen. Die Saiten der westzentralafrikanischen Mundbögen werden jedoch im Unterschied zu den angolanischen Schrapbögen angeschlagen. Der entsprechende Mundbogen in Gabun besitzt keine Schlinge; indem ein Stab an seine Saite angelegt wird, ergibt sich ein höherer Ton. In Gabun erzeugen Mitglieder der Bwiti-Kultgemeinschaft mit diesem mongongo genannten Mundbogen, der Bogenharfe ngombi, einem Bambusstampfer, verschiedenen Rasseln und hölzernen Idiophonen eine polyrhythmische Musik, der neben der Einnahme der Droge Iboga in ihrem Initiationsritual eine besondere Bedeutung zukommt. Der Mundbogen xizambi der Tsonga ist ein Schrapbogen, an dessen Reibestab zwei bis drei Gefäßrasseln befestigt sind, die zum permanent erklingenden Saitenton ein rhythmisches Geräusch erzeugen.

### Mehrsaitige afrikanische Musikbögen
Auf einen separaten Resonator aufgesetzte Musikbögen mit mehreren Saiten an einer Bogenstange gibt es bei den Bunyoro in Zentraluganda; bei den Haya (im Siedlungsgebiet des ehemaligen Reiches Buhaya westlich des Victoriasees) werden sie kinanga genannt. Der dreisaitige Musikbogen ekidongo der Nyambo ebendort besitzt unterschiedlich lange Arme und wird zur Schallverstärkung auf einen Blechkochtopf gestellt. Die Saiten bestehen aus gedrehter Sisalfaser, die an einem Stück durchgezogen wird. Der Spieler reißt die obere Saite mit einem Holzplektrum an und verkürzt sie an zwei Stellen mit dem Kinn, die untere und mittlere Saite zupft er mit dem Daumen. Ein zweiter Spieler schlägt mit einem Stock auf dem Metalltopf einen Grundrhythmus.

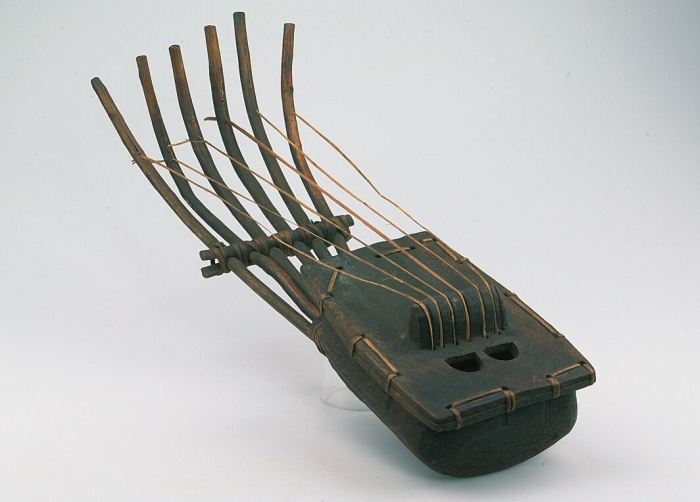
Sechssaitiger Pluriarc lukombe am Kongo. 63 cm lang. Tropenmuseum, Amsterdam, vor 1907

Eine Weiterentwicklung des ekidongo in Richtung zu einer Bogenharfe mit einem feststehenden gebogenen Hals stellt der mehrsaitige Musikbogen adungu (auch adingili) der Acholi und Alur im Norden von Uganda dar. Die untere Saite des mehrsaitigen Musikbogens wird leer gezupft, die obere kann durch Berührung mit dem Kinn verkürzt werden. Diese Technik, mit dem Kinn eine Saite zu verkürzen, ist auch bei einigen weiteren Musikbögen im Gebiet des Victoriasees bekannt. Der Tonvorrat der dreisaitigen Instrumente erhöht sich dadurch auf fünf. Die Bogenharfe adungu der Alur und anderer Ethnien in Norduganda wird heute mit zumeist neun Saiten und in unterschiedlichen Größen bis zu zwei Meter Länge gebaut.
Die Hamar im Südwesten von Äthiopien spielen einen dreisaitigen Mundbogen, dessen Saiten von einem Ausgangspunkt zu drei verschiedenen Enden eines bogenförmig, in der Form eines Geweihs gegabelten Astes verlaufen.
Der Pluriarc (Bogenlaute) mit mehreren Saitenträgern und jeweils einer Saite kommt in drei voneinander getrennten Gebieten Afrikas vor: Die achtsaitige Bogenlaute cihumba in der Huíla-Provinz im Südwesten Angolas geht auf die musikalische Tradition der Khoisan zurück. Ein ähnliches Instrument im Osten Namibias und in Botswana mit fünf Saiten wird nur von Frauen gespielt. Der Pluriarc kahumba (okaxumba) bei den Ovambo in Namibia hat zwischen fünf und acht Saiten. Die zweite Verbreitungsregion des Pluriarc ist das westliche Zentralafrika. Dort besitzen die Ekonda im Westen des Kongo das sehr große, fünfsaitige Instrument lokombi (bei den Teke: lukombe). Die Fang in Gabun haben eine Bogenlaute gänzlich aus Raffia-Fasern entwickelt. Die dritte Region ist das südwestliche Nigeria im Gebiet des alten Königreichs Benin. Dort begleiten sich Geschichtenerzähler auf der siebensaitigen Bogenlaute akpata. In Kamerun heißen sechssaitige Bogenlauten komè und paata.

## Ozeanien
Ozeanien ist eines der Hauptverbreitungsgebiete für mehrsaitige Stabzithern. In Neuseeland und auf Hawaii gibt es eine Tradition von zwei, drei und viersaitigen Mundbögen. In Melanesien waren Mundbögen weit verbreitet, Kalebassenbögen dagegen so gut wie unbekannt. In Polynesien waren Musikbögen selten, in Mikronesien fehlten sie ganz. Die traditionelle Musik der melanesischen Nukumanu-Inseln beschränkt sich, wie für die Region typisch, auf Gesang, der von Trommeln begleitet wird. Das einzige Melodieinstrument war der Musikbogen susupu. In den 1930er Jahren wurde auf Fatu Hiva, einer der südlichen Marquesas-Inseln, noch der Mundbogen tita’apu gespielt. Hier gab es außerdem eine Bambusmundflöte, ein Rohrblattinstrument und eine Nasenflöte, die heute ebenfalls verschwunden sind. Der tita’apu war etwa 45 Zentimeter lang und wurde mit einem Kokosschalenstück angezupft. 1920 wurde ein anderer, ein Meter langer Mundbogen als praktisch verschwunden erwähnt. Weitere Mundbögen waren der 60 Zentimeter lange kodili auf den Salomon-Inseln, über dessen Bambusstab zwei Fasersaiten gespannt waren, und der etwas kürzere kigulu. Bei diesem Bambusstab führten die Saiten über ein Stück Holz an beiden Enden als Abstandhalter. Damit handelte es sich wohl um eine Stabzither.
In der Musik Neuguineas sind Mundbögen die einzigen Saiteninstrumente. Bei idiochorden Mundbögen (deren Saite und Saitenträger aus demselben Material bestehen) wurde die Saite meist aus der Mittelrippe eines Sagoblattes herausgelöst. Am Mittellauf des Sepik in Papua-Neuguinea waren diese Instrumente bis zu zwei Meter lang. Um ein Ausreißen der Saiten zu vermeiden, wurden die Enden mit einer Faser umwickelt. Anders als bei einem Musikstab sind an den Enden keine kleinen Abstandshalter unter die Saite geschoben, stattdessen hebt ein Steg in der Mitte die Saite vom Stab ab und sorgt für eine Saitenspannung, die den Stab leicht krümmt. Dort wurde die Saite in den Mund genommen, um die zwei mit einem Stöckchen erzeugten schwachen Töne etwas zu verstärken. Die Bauart ist mit den afrikanischen Stegzithern vom Typus der mvet verwandt.
Zu den wenigen bekannten heteroglotten Mundbögen gehören in der Southern Highlands Province von Papua-Neuguinea der zweisaitige, etwa im Terz-Abstand gestimmte Mundbogen gawa, der bei den Huli von beiden Geschlechtern gespielt wird. Frauen spielen einen 20 bis 30 Zentimeter langen, Männer einen etwa 50 Zentimeter langen, asymmetrisch gekrümmten Mundbogen. Beim benachbarten Volk der Duli steht die Bezeichnung alima sowohl für Musikinstrumente allgemein als auch für einen dem gawa entsprechenden kleinen Mundbogen. Ein gebogener Zweig wird von zwei Saiten aus Pflanzenfasern, heute auch aus Nylon, in Form gehalten. Der Bogen wird mit dem oberen Ende in den Mund geführt und am unteren Ende mit der linken Hand gehalten. Mit dem Daumen dieser Hand verkürzt der Spieler stets nur die innere Saite. Zusammen mit der äußeren, leer mit einem Stab in der rechten Hand geschlagenen Saite ergeben sich drei Grundtöne. Auch dieses Instrument darf von Frauen gespielt werden.
Auf den melanesischen Inseln östlich Neuguineas waren einige ähnliche Mundbögen verbreitet. Eine Besonderheit stellte auf der Gazelle-Halbinsel von Neubritannien ein Mundbogen mit Stimmschlinge in der Mitte dar, der wie die Instrumente am Sepik zwei Töne produziert. Die Saite wurde jedoch an einem Ende in den Mund genommen und der Mundbogen längs vom Körper nach vorn gehalten. Die Saite aus einer Pflanzenfaser wird in einer Endlosschlaufe um die Enden geschlungen und ist damit eigentlich doppelt vorhanden. Der Mundbogen ist 40 bis 70 Zentimeter lang und wurde mit einem Stäbchen geschlagen.
In Taiwan spielen oder spielten die zu den indigenen Völkern zählenden Amis, Bunun, Puyuma, Thao und Tsou Mundbögen. Möglicherweise haben sich in prähistorischer Zeit einige Musikinstrumente aus dem südchinesischen Raum über die südostasiatischen und pazifischen Inseln verbreitet und können als Beleg für die austronesische Expansion dienen. Zu diesen Musikinstrumenten zählen idiochorde Röhrenzithern, geschlagene Bambusidiophone, Flöten und Trommeln. Das in abgelegenen Bergregionen Luzons im Norden der Philippinen lebende Volk der Dumagat zupft noch gelegentlich mit dem Finger einen einfachen Jagdbogen, der mit einer an die Brust gehaltenen Blechdose verstärkt wird. In Ozeanien kommen ansonsten keine Musikbögen mit Resonatoren vor. Einzige Ausnahme ist ein großer Musikbogen auf der zu den Marianen gehörenden Insel Guam, der mit einem Stöckchen geschlagen wird und als Beleg für die Besiedlung der Marianen aus Richtung der nördlichen Philippinen dient.
In Polynesien ist der Mundbogen ʻukēkē am bekanntesten, er gilt als das einzige einheimische Saiteninstrument auf Hawaii. Der ʻūkēkē (auch der Name von Maultrommeln) besteht aus einem 40 bis 60 Zentimeter langen, an der Oberseite flachen und an der Unterseite leicht gewölbten Brettchen, das mit zwei oder drei Saiten aus Kokosfasern (später aus Pferdehaar oder Darm) bespannt ist. Die Saiten werden mit den Fingern oder einem Plektrum aus einer Blattrippe gezupft. Auf den Marquesas heißt der 100 bis 130 Zentimeter lange einsaitige Mundbogen utete. Er wird überwiegend von Frauen und für Liebeslieder verwendet. Ein anderer ebenfalls bis heute gebrauchter Name für Mundbogen (und Maultrommel) ist tita ’apu (titapu).

## Ostasien und Südostasien
Bei den Drachenbögen in Ost- und Südostasien versetzt eine Luftströmung eine Saite in Schwingungen nach dem Prinzip des angeblasenen südafrikanischen Musikbogens gora. Instrumente mit mehreren, vom Wind bewegten Saiten werden als Aeolsharfe seit der Antike in der Dichtung gerühmt. Der japanische unari besteht aus einem langen dünnen Bambusstab, an dessen Enden ein breites dünnes Band aus einer Pflanzenfaser oder Kunststoff eingelegt wird. In Japan wird eine Sehne aus dem Holz der Glyzinie verwendet. Das Saitenband muss parallel zum Stab orientiert sein, wenn es gleichmäßig vom Wind angegriffen werden und einen hell klingenden Summton produzieren soll. Japaner lassen den Drachenbogen an einem großen hakkaku-Flugdrachen befestigt in die Luft steigen. Das chinesische Gegenstück ist die „Windharfe“ feng-cheng, die spätestens seit der Tang-Dynastie (7. bis 9. Jahrhundert) hergestellt wird.
An indonesischen Drachen lässt man einen mit einem Rattanband bespannten Bogen, der guwangan genannt wird, in die Luft steigen. Bei zwei guwangan an einem Drachen produziert der eine einen „männlichen“, der andere einen „weiblichen“ Summton. Gemeinsam bringen sie Glück und vertreiben die bösen Geister.
Èk ist ein Namensbestandteil kambodschanischer Musikinstrumente und bezeichnet im Besonderen den Musikbogen, khlén lautet das Wort für „Flugdrachen“. Der khlén èk ist ein aufwendig gestalteter bunter Drachen. An seiner Spitze ist quer ein Musikbogen befestigt, dessen Saite bei Wind in Rotation versetzt wird.
1972 fand Laurence Picken in einem Dorf in der nordostthailändischen Isan-Region einen Drachenmusikbogen, bei dem das Saitenband nicht im Wind flattert, sondern rotiert. Der Bogen (thailändisch sanu, von Sanskrit dhanu) besteht aus einem knapp einen Meter langen Bambusstreifen, der leicht durch die Saitenspannung gekrümmt wird. Die Saite ist dreigeteilt. Der schmale mittlere Streifen aus dem Blatt einer Zuckerpalme ist an beiden Enden mit kürzeren dünnen Seidenfäden verbunden. Im Wind dreht sich der Streifen solange um die eigene Achse, bis die in den Seidenfäden gespeicherte Energie ausreicht, um eine umgekehrte Drehbewegung zu veranlassen.
Von den japanischen Langbögen (japanisch yumi) leitet sich ein anderer Typ eines Musikbogens in Japan her: der als Hilfsmittel bei Shintō-Ritualen eingesetzte azusa yumi. Sein Name bezieht sich auf das für den Stab meistens verwendete Holz des Trompetenbaums (Catalpa, japanisch azusa). Hergestellt wird dieser Musikbogen auf die seit prähistorischer Zeit bekannte Methode, indem ein geeigneter gerader Zweig von seiner Rinde befreit und gleich im Wald mit einer Sehne bespannt wird. Der maruki yumi genannte einfache Bogen war in der Yayoi-Zeit (5. Jahrhundert v. Chr. – 3. Jahrhundert n. Chr.) über zwei Meter lang und wurde noch in der Nara-Zeit im 8. Jahrhundert gebraucht. Bei den Geisterbeschwörungsritualen in der Region Tōhoku legen blinde Schamaninnen (itako) den azusa yumi zur Resonanzverstärkung mittig auf einen kleinen Holzkasten und schlagen die waagrechte Saite mit einem Stöckchen. Der als Waffe und zugleich Klangerzeuger verwendbare Bogen besitzt für die japanischen Schamaninnen seit alter Zeit eine besondere magisch-spirituelle Bedeutung, denn historischen Quellen zufolge soll der Bogen auch mit magischen Absichten auf Ziele gerichtet worden sein. In der Heian-Zeit (794–1192) zupfte die Palastwache die Bogensaite als Abwehrzauber gegen böse Geister bei der Geburt eines königlichen Nachwuchses oder wenn der Herrscher erkrankt war. Aus der Kamakura-Zeit (1183–1333) ist überliefert, dass eine ältere Schamanin (mikanko) einen Bogen (meigen, „singende Saite“) mit der linken Hand an ein Resonanzbrett hielt und die Saite mit einem Stöckchen in der rechten Hand schlug, um Geister herbeizurufen.

## Südasien
Das gelegentlich als Bogenharfe und – neben der burmesischen saung gauk und der indischen bin-baja – als letztes Überbleibsel der altindischen Harfen angesprochene vier- oder fünfsaitige Instrument waji aus der nordostafghanischen Provinz Nuristan sollte eher als mehrsaitiger Musikbogen bezeichnet werden. Entwicklungsgeschichtlich stellt die waji ein einzigartiges Bindeglied zwischen Musikbogen und Harfe dar. Der asymmetrische Bogenstab ruht senkrecht auf einem länglichen Resonanzkörper, durch dessen Hautbespannung er am Auflagepunkt durchgesteckt ist. Die Saiten sind einzeln gespannt. Sie werden alle zugleich mit einem Plektrum in schneller Auf- und Abwärtsbewegung gestrichen, während mit den Fingern der linken Hand Saiten, die nicht hörbar sein sollen, gedämpft werden Dieselbe Spieltechnik, mit der dem Saitenton ein Schnarrgeräusch hinzugefügt wird, gab es bei antiken Leiern, bei heutigen arabischen Leiern wie der simsimiyya ist sie ebenfalls üblich.
Siddis heißen die Nachfahren schwarzafrikanischer Sklaven, die im Mittelalter von arabischen Händlern als Arbeiter nach Indien gebracht wurden, wo sie schwerpunktmäßig in den Bundesstaaten Gujarat und Karnataka leben. Das deutlichste Zeichen ihrer afrikanischen Herkunft ist der fast mannshohe Musikbogen malunga, an dessen außermittig angebrachter Stimmschlinge eine große Kalebasse befestigt ist. Bei rituellen Tanzveranstaltungen treten die Siddis in Röcken und mit federgeschmücktem Kopfputz auf und spielen neben dem Musikbogen die kleine Trommel dhamal, die große Trommel madido, die der afrikanischen ngoma ähnliche Trommel mugarman, die Kokosnussrassel Mai Mishra (der Name einer weiblichen Schutzheiligen) und die Naturtrompete nafir (entspricht in ihrer Funktion der afrikanischen kakaki).

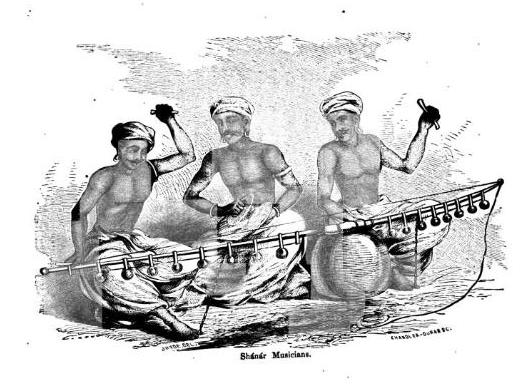
Musiker der Shanar (Channaar), einer bäuerlichen Ethnie in Tamil Nadu, die früher Toddy-Sammler waren, führen die Volksliedgattung Villu Pattu auf. Darstellung aus dem 19. Jahrhundert

In einigen Nischen der dörflichen Kultur hat sich eine indische Musikbogentradition erhalten. Ein seltener Musikbogen im zentralen Osten von Indien wird im abgelegenen Hügelgebiet Dandakaranya gespielt, das im Süden des Bundesstaates Chhattisgarh und im Westen von Odisha liegt. Die dort lebenden Adivasi haben eine reiche eigene kulturelle Tradition überliefert. Hierzu gehört im Distrikt Bastar ein Jagdbogen, der mit dem Namen dhankul (auch dhankul dandi, „Bogen-Tontopf Stab“) als Musikbogen verwendet wird. Der dhankul ist bis zu zwei Meter lang; er wird über einen am Boden stehenden Tontopf gelegt, der als Resonator fungiert. Frauen zupfen die Saite mit der linken Hand, während sie mit einem Bambusstück in der rechten Hand über die in der Mitte des Bogens geriffelte Kante streichen und ihn damit zugleich als Schrapinstrument verwenden. Der dhankul dient den Sängerinnen zur rhythmischen Begleitung der epischen Dichtung Tija Jagar, die rituell etwa zehn Tage lang während der Regenzeit im August/September aufgeführt wird. Die singenden und den Musikbogen spielenden Frauen werden gurumai genannt (in Indien Dorfpriesterinnen, organisieren Pujas). Männer können an den Veranstaltungen teilnehmen, sie bleiben jedoch in der Minderzahl. Die gesungene Volksdichtung ist in Indien ansonsten überwiegend eine Angelegenheit der Männer, deren Themen Krieg, Eroberung und Tod beinhalten.
Die Erzähltradition Villu Pattu (auch Villuppattu, „Bogen-Lied“) entwickelte sich in Tamil Nadu im 15. Jahrhundert. Im Zentrum dieser traditionell von Männern gesungenen Volkslieder steht der 2 bis 2,5 Meter lange Musikbogen villadi vadyam, der zur Schallverstärkung mit dem Bogenrücken über einen großen Tontopf (ghatam oder kudam) gelegt wird. Die Musikgruppe besteht aus sieben oder acht Mitgliedern, die heute hauptsächlich bei Tempelfesten auftreten. Der Vorsänger hält auf dem Boden sitzend den Bogen und trägt in Balladenform mythologische Themen aus dem Mahabharata, Ramayana oder den Puranas vor. Bis zu fünf Begleiter schlagen den Rhythmus mit Stöckchen auf die Saite und den Tontopf, andere spielen die zweifellige Sanduhrtrommel udukkai, die hölzernen Klappern daru talam oder kattai und die kleinen Zimbeln talam oder jalra. Dazu wiederholen sie den Refrain im Chorgesang und treten gestenreich in eine Beziehung zum Publikum, das über mehrere Stunden unterhalten werden soll.

## Südamerika
Vor der Eroberung durch die Spanier und Portugiesen Anfang des 16. Jahrhunderts gab es in Mexiko und Südamerika keine Saiteninstrumente mit der möglichen Ausnahme einiger weniger Mundbögen. In den Maya-Codices, Bilderhandschriften, die über das Leben der mittelamerikanischen Mayas aus vorkolonialer Zeit berichten, finden sich keine Musikbögen. Um 1900 gab es Stimmen wie die des Ethnologen Otis T. Mason (1830–1908), die grundsätzlich ausschlossen, dass es überhaupt vorkolumbianische Saiteninstrumente auf dem Kontinent gegeben habe. Dagegen äußerte zur selben Zeit der Archäologe Marshall H. Saville (1867–1935) die Ansicht, dass die ebenfalls vorkoloniale aztekische Handschrift Manuscrit du Cacique die Abbildung eines Musikbogens enthalte. Das aus 16 Hirschhaut-Blättern bestehende Manuskript heißt auch Codex Becker nach Philipp J. Becker († 1896), der es nach Deutschland brachte. Die umstrittene Abbildung zeigt sechs Figuren, zwei von ihnen schlagen Trommeln, einer hält eine Rassel und zwei blasen Trompeten. In der letzten Figur sah Saville einen Musikbogenspieler. Saville stellte nicht die Frage nach dem Anlass für die Abbildung und wen die nun in Fachkreisen zu Prominenz gelangte „vorcortésianische Musikgruppe“ hätte darstellen sollen. Der Herausgeber einer neuen Faksimile-Edition 1961, Karl A. Nowotny, fasste den Forschungsstand zusammen, wonach die Abbildungen Szenen aus der Mitte des 11. Jahrhunderts beinhalten und einer der Musiker den in mixtekischen Annalen auftauchenden königlichen David, genannt „Tigerkralle“ darstellt. Heute herrscht die Ansicht vor, dass die eroberten Völker Mittelamerikas keine Saiteninstrumente besaßen.
Der afrikanische Kultureinfluss begann um die Mitte des 16. Jahrhunderts an den Orten der europäischen Kolonisierung. Beschreibungen und Abbildungen von Musikbögen vor dieser Zeit liegen auch von anderen Regionen nicht vor. Aussagen über die Vorgeschichte etwa eines Mundbogens, der 1829 bei den Huaorani im ecuadorianischen Amazonasbecken gesehen wurde, sind daher nicht zu treffen. Einem von Indianern gespielten Kalebassen-Musikbogen, der in Nicaragua und Costa Rica als quijongo und in El Salvador, Honduras und Guatemala als caramba (carimba) bekannt ist, wird ein afrikanischer oder indianischer Ursprung zugesprochen.
Der Kalebassen-Musikbogen im Nordosten Brasiliens heißt berimbau, weniger bekannt ist der uruncungu im Süden des Landes. Beide brasilianische Musikbögen sind ein Produkt der afro-amerikanischen Kultur und haben ihre Wurzeln in Zentralafrika. Erstmals beschrieben wurde der berimbau 1817. Der Kalebassenresonator ist am äußersten Ende des 1,5 Meter langen Bogenstabes mittels der Stimmschlinge befestigt. Seine Öffnung wird ähnlich wie bei den Instrumenten im südlichen Afrika vor den Bauch gehalten und so im Abstand verändert, dass sich ein periodisch veränderter Klang ergibt. Mit einer oberhalb der Stimmschlinge an die Saite gehaltenen Münze wird deren Länge verändert und ein zweiter Fundamentalton erzeugt.
Neben Musikbögen bei afrikanischstämmigen Bevölkerungsgruppen gibt es in Brasilien auch Mundbögen, die von Indianern gespielt werden. Der von den Kainguá (eine Guaraní-Sprache) in Brasilien und in Paraguay hergestellte Musikbogen gualambo (gualambau) ist 180 Zentimeter lang und wird mit einem Stab gerieben, ebenso der von den Asháninka gespielte kleinere Bogen piom pirintzi. In Bolivien wird zum Spiel des zweisaitigen Mundbogens mapuip ein mit Speichel befeuchtetes Stäbchen schnell zwischen beiden Saiten hin- und hergestrichen. Die Mapuche in Chile und Argentinien verwendeten früher zum Streichen der Saite beim kunkullkawe (cunculcahue) einen zweiten Bogen. Beide Teile dieses Instruments hingen miteinander zusammen, weil die Saiten ineinander verliefen. Anfang des 19. Jahrhunderts begannen die Mapuche aufgrund von afrikanischen Einflüssen, hierfür zwei gekrümmte Pferde- oder Rinderrippen mit Rosshaar zu bespannen. Die Haare dieser sehr einfachen Musikbögen wurden vor dem Spiel mit Holzkohle eingerieben.
Im 19. Jahrhundert erwähnten einige Reisende die Musizierpraxis der Einheimischen in Patagonien. Unter ihnen war der britische Kapitän George Chaworth Musters (1841–1879), dessen Bericht 1873 in deutscher Übersetzung erschien. Musters beschreibt eine Knochenflöte mit mehreren Fingerlöchern, die bei einem Festmahl geblasen und zeitweilig auch mit einem einfachen Rosshaarbogen gestrichen wurde. Damit wäre aus der Flöte ein Reibidiophon geworden. Bei der umgekehrten Darstellung des argentinischen Geographen Perito Moreno (1852–1919), die 1879 erschien, heißt es „...er beschäftigte sich mit dem Cooll’à, dem Musikinstrumente der Tehuelche, strich mit einem hohlen Kondorknochen die Saiten dieser primitiven Violine und begleitete die ärmliche Weise, die er dem einfachen Instrumente entlockte, mit einer Art Gesang,...“ handelt es sich nunmehr um einen Musikbogen, dessen Saite mit einem Knochen gestrichen wird und der offenbar ohne Resonanzverstärkung gebraucht wird. Der argentinische Paläontologe Florentino Ameghino (1853–1911) äußert sich 1880 zum Instrumententyp unentschieden: „...zwei Kondorknochen, sehr gut poliert mit mehreren Löchern, wonach zu urteilen es eine Art primitiver Flöten oder Violinen waren, wie sie noch jetzt die heutigen Tehuelche gebrauchen; die Oberfläche ist mit einer großen Zahl unverständlicher Zeichen bedeckt, gebildet aus klein punktierten Linien in verschiedenen Kombinationen.“ Dass es sich um einen Mundbogen handelte, geht aus einem Bericht des italienischen Geographen Giovanni Roncagli (1857–1929) hervor, der über das zur Liedbegleitung verwendete „besondere Instrument“ schreibt: „...dies besteht aus zwei Stücken, einem kleinen mit Pferdeschweifhaaren gespannten Holzbogen und einer geglätteten Straußtibia. Den Bogen stützen sie gegen die geschlossene Zahnreihe und legen die vier ausgestreckten Finger der linken Hand auf die Sehne, dann lassen sie den mit Speichel befeuchteten Knochen auf den Pferdehaaren hin- und hergleiten und erhalten einen zitternden Ton, der seine Höhe wechselt, je nachdem ein, zwei oder alle Finger von der Saite aufgehoben werden.“ Der Ton des Mundbogens war demnach sehr leise. Weitere Forscher bestätigten Ende des 19. Jahrhunderts, bei den Tehuelche einen kleinen Mundbogen namens koh’lo (colo, kooll’a, cooll’à) in der Tehuelche-Sprache gesehen und seinen feinen leisen Ton gehört zu haben. Um 1900 war Robert Lehmann-Nitsche (1908) zufolge der „patagonische Musikbogen“ neben einer bereits verschwundenen Rassel und der von Musters (1870) noch vorgefundenen Trommel das einzige Musikinstrument der Tehuelche. Er vermutet, dass die Tehuelche den Musikbogen von den Mapuche übernahmen.
Im Dorf San Basilio de Palenque, eine von afrikanischen Sklaven gegründete Siedlung im Norden von Kolumbien, machte der Musikethnologe George List 1964 Tonaufnahmen vom letzten noch aktiven Mundbogenspieler. Der Mundbogen wurde marimba genannt, was offensichtlich eine Bezeichnung für alle Melodieinstrumente war, die nicht zu den Blasinstrumenten gehören. Früher spielte dieser Mann den Mundbogen bevorzugt in einem Ensemble zusammen mit zwei unterschiedlich großen Kistentrommeln (tambor und cajón), einem Reibestab (guacharaca) und einer Bambusrassel (guacho).
Sehr selten kommen auf dem südamerikanischen Kontinent mehrsaitige Musikbögen vor, die als Pluriarc oder Bogenlaute klassifiziert werden. Ein Beispiel ist der agwado (auch agbado), dessen drei Saiten an dünnen gebogenen Zweigen befestigt sind, die längs durch einen großen Flaschenkürbis geführt werden. Die während der niederländischen Kolonialzeit politisch autonom und kulturell abgeschottet lebenden Aluku, einer zu den Maroons gehörenden Volksgruppe, haben viele Traditionen ihrer schwarzafrikanischen Herkunft bewahrt. Der agwado wird zur Begleitung von Solo-Gesängen eingesetzt, häufig werden in den Liedern besitzergreifende Gottheiten angesprochen. Weitere, auf afrikanische Einflüsse zurückgehende Pluriarcs sind nur aus Brasilien bekannt.

## Mittelamerika

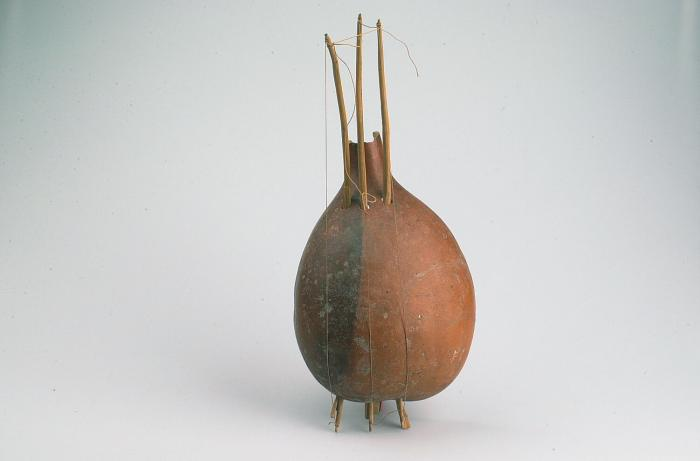
Bogenlaute agwado in Suriname. Sammlung des Tropenmuseums in Amsterdam, vor 1962

Aus Mittelamerika finden sich weitere Musikbögen in einem Katalog der Crosby Brown Collection des Metropolitan Museum of Art von 1914. In Costa Rica und Nicaragua gab es demnach einen etwa 1,80 Meter langen Musikbogen aus Palmenholz, der mit einer Drahtsaite bespannt war. In der Mitte besaß dieser quijonga eine Stimmschlinge mit Kalebasse, die mit Liniengravuren verziert war. Der Spieler schlug die Saite mit einem Stab in der rechten Hand, während er mit der linken Hand zur Klanggestaltung die Kalebassenöffnung abdeckte. Ein kleiner mexikanischer Musikbogen, der sam-po-ua hieß, bestand aus einer Fischgräte. Das eine Ende des Instruments wurde in den Mund genommen, am anderen Ende gehalten und die Saite mit einer zweiten Gräte geschlagen. Die Mayas benutzten den kleinen, aus einem Rebstock gefertigten und mit einem Stab angeschlagenen Mundbogen jul. In Honduras und Guatemala heißt der Musikbogen zambumbia (oder sambumbia, auch der Name einer Reibtrommel). Der marimbaché der Kekchí in Guatemala ist bis zu 2 Meter lang. Weitere Namen für Musikbögen sind caramba und arpaché.

## Nordamerika
In Nordamerika kam der Mundbogen bei einzelnen Indianervölkern vor allem in Kalifornien vor: bei den Karok, Maidu, Yokuts und Yurok. Auch die Tlingit und die Dakelh an der Westküste Kanadas kannten Mundbögen. Die Maidu kannten den ma’wu-Mundbogen als Instrument der Schamanen, die Yurok spielten reine Musikbögen, die nicht zugleich für die Jagd gebraucht wurden. Abgesehen von der „Apachen-Fiedel“ tsli’edo’a’tl (oder ki’zh ki’zh di’hi), einer Röhrenzither aus einer an beiden Enden geschlossenen und mit einer Rosshaarsaite bespannten Pflanzenröhre, war der ma’wu (ma’wo) das einzige voreuropäische Saiteninstrument der Vereinigten Staaten. Es gab mit Längen zwischen 90 und 200 Zentimetern unterschiedliche Formen von Mundbögen, einfache Mundbögen und solche mit einem Steg in der Mitte. Die Mundbögen der Yokuts besaßen einen Stimmwirbel.
Der Mundbogen der Maidu bestand aus einem rund 75 Zentimeter langen Zedernast, der um 1900 mit einer Stahlseite und in früheren Zeiten mit einer Darmsaite bespannt war. Die Spielweise des ma’wu war wie bei den anderen Mundbögen. Er wurde mit der linken Hand in der Mitte gegriffen und schräg über die linke Schulter gehalten. Das rechte Ende des Bogenstabs wurde in den Mund genommen und die Saite mit einem dünnen Stab in der rechten Hand angeschlagen. Der Schamanen-Mundbogen der Maidu, den Roland Burrage Dixon (1901) kawotöne panda nennt, galt als heilig und durfte außer von den Zeremonienmeistern kaum von anderen Menschen gesehen werden.
Die amerikanische Sängerin indianischer Herkunft Buffy Sainte-Marie spielte in den 1960er und 1970er Jahren in mehreren Liedern auf einem einsaitigen Mundbogen.
Einen besonderen Verbreitungsschwerpunkt für Mundbögen mit afrikanischen Wurzeln bilden europäische Siedlergemeinschaften, die sich im ostkanadischen Bergland der Appalachen niedergelassen haben. Teile der englischsprachigen Siedler zogen Ende des 18. Jahrhunderts nach der Einführung von Baumwolle nicht in den Westen der USA, sondern begannen in den 1790er Jahren zusammen mit schwarzafrikanischen Sklaven westlich der Appalachen große Baumwollfelder anzulegen. In dieser Bergwelt und auf dem weiter südlich gelegenen Ozark-Plateau hat sich dank der kulturellen Abgeschiedenheit die afrikanische Tradition des Mundbogenspiels unter den Nachfahren der Siedler als Teil der Old-Time Music erhalten. Eine fotografisch dokumentierte Tonaufnahme von Alan Lomax 1959 in Arkansas zeigt einen Mundbogenspieler, der die konvexe Seite des Bogenstabes direkt an einem Ende an den Mund hält und die Saite mit einem Stäbchen schlägt. Ähnliche Spielweisen wurden in den Appalachen dokumentiert. Gerhard Kubik führt diese Technik auf einen Einfluss aus dem zentralen und südlichen Mosambik zurückführt, wo die beiden Mundbögen nyakatangali und chipendani verbreitet sind. Aus Mosambik und Angola stammende Sklaven brachten demnach Ende des 18. und Anfang des 19. Jahrhunderts ihre Musiktraditionen zu den Siedlern.

## Europa
Ab dem 17. Jahrhundert war in Europa der gestrichene Musikbogen Bumbass (englisch bladder and string) bei wandernden Volksmusiksängern beliebt. An einem Ende des leicht gekrümmten Stabes war eine mit Luft gefüllte Tierblase zwischen Holz und Saite eingeklemmt. Der Hauptverwendungszweck war wohl die laute rhythmische Untermalung des Gesangs, denn durch die elastische Blase war die Saitenspannung veränderlich, sodass kein Ton in definierter Höhe hervorkommen konnte. Das Instrument wurde in unterschiedlichen Bauformen in Frankreich, den Niederlanden, Deutschland, England, Sardinien und Polen bis ins 19. Jahrhundert gespielt. Eine Abbildung in einem deutschen Warenkatalog aus den 1890er Jahren zeigt einen langen, mit Glocken und Zimbeln behängten Holzstab. Mit buntem klapperndem Beiwerk überladen, aber ohne Tierblase kommt das Instrument heute unter dem Namen Teufelsgeige bei Fastnachtsumzügen und ähnlichen Anlässen zum Einsatz. Außer mit einem Bogen über die Saite zu streichen, kann die Teufelsgeige kräftig auf dem Boden aufgeschlagen oder mit einem Schrapstab über den geriffelten Stiel reibend zur Lärmerzeugung angeregt werden.